# Rio Somme
O rio Somme ou, na sua forma portuguesa, Soma é um rio localizado na Picardia, norte da França. O rio desagua no Canal da Mancha e tem 245 km de extensão. Ao longo do seu percurso banha as seguintes comunas:
- No departamento de Aisne: Saint-Quentin;
- No departamento de Somme: Ham, Péronne, Corbie, Amiens, Abbeville, Saint-Valery-sur-Somme, Le Crotoy.

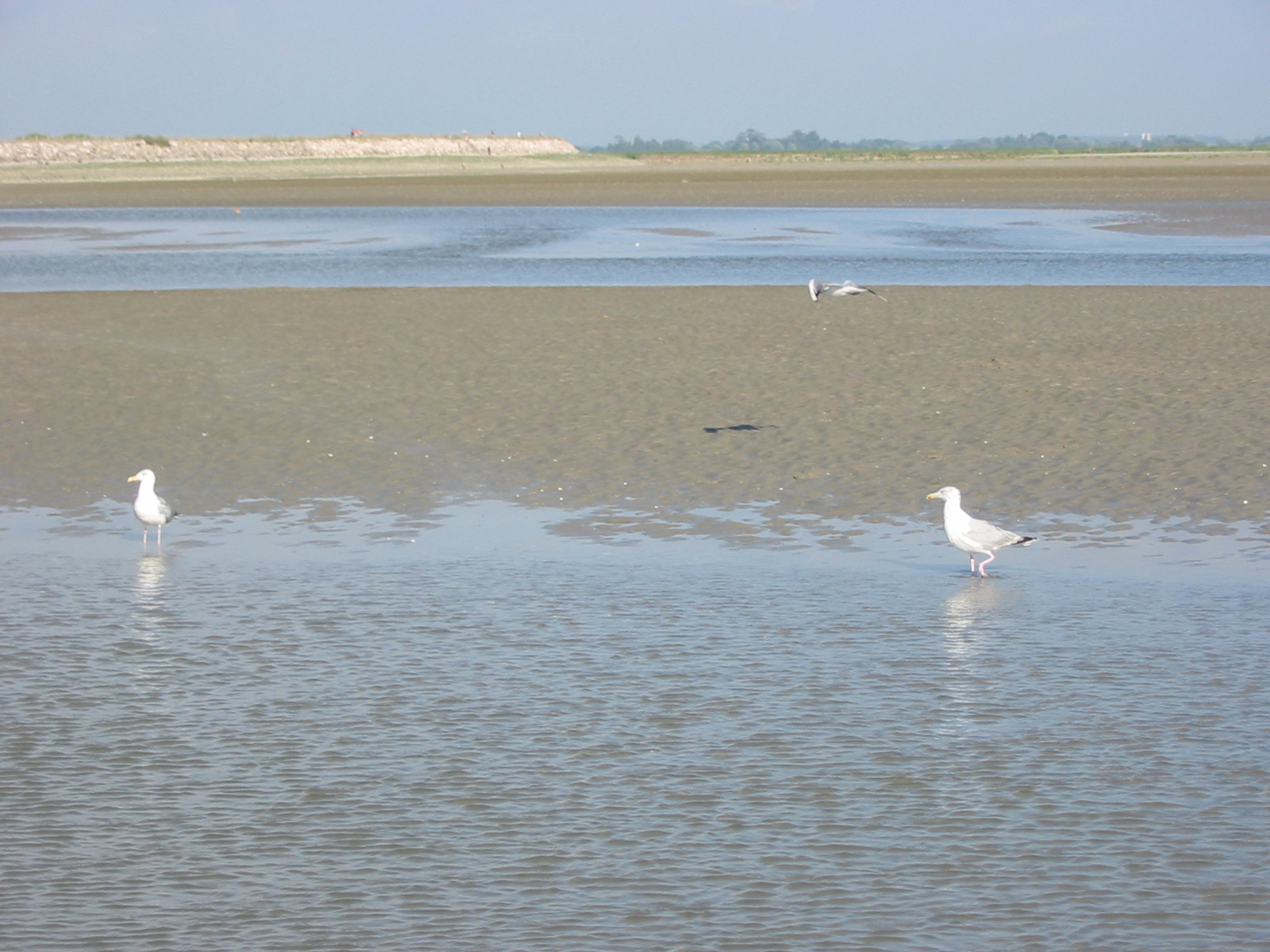
Estuário do Somme.

Em 1770 foi iniciada a construção do canal do Somme, que ficou terminado em 1843 e tem extensão de 156 km.

## Eventos históricos
- Este rio ficou famoso pela Batalha do Somme, na Primeira Guerra Mundial (1916).
- Perto deste rio estatelou-se o piloto alemão Manfred von Richthofen, conhecido como  Barão Vermelho em 21 de abril de 1918, ao ser alcançado por fogo dos aliados.
- A armada de Eduardo III da Inglaterra cruzou este rio em 1346 na Batalha de Blanchetaque, culminando a campanha na Batalha de Crécy.
- O cruzamento do rio também consta proeminentemente na campanha que conduziu à Batalha de Agincourt, 501 anos antes da batalha de 1916.